# Celulozna 1,4-beta-celobiozidaza (redukujući kraj)
Celuloza 1,4-beta-celobiozidaza (redukujući kraj) (EC 3.2.1.176, CelS, CelSS, endoglukanaza SS, cellulase SS, celobiohidrolaza CelS, Cel48A) je enzim sa sistematskim imenom 4-beta-D-glukan celobiohidrolaza (redukujući kraj). Ovaj enzim katalizuje sledeću hemijsku reakciju
hidroliza (1->4)-beta-D-glukozidnih veza u celulozi i sličnim supstratima, čime se odvaja celobioza sa redukujućih krajeva lanaca
Neke eksocelulaze, većina koji pripada familiji glikozidnih hidrolaza, deluje na redukujućem kraju celuloze i sličnih supstrata.

## Literatura
- Nicholas C. Price; Lewis Stevens (1999). Fundamentals of Enzymology: The Cell and Molecular Biology of Catalytic Proteins (Third изд.). USA: Oxford University Press. ISBN 019850229X.
- Eric J. Toone (2006). Advances in Enzymology and Related Areas of Molecular Biology, Protein Evolution (Volume 75 изд.). Wiley-Interscience. ISBN 0471205036.
- Branden C; Tooze J. Introduction to Protein Structure. New York, NY: Garland Publishing. ISBN 0-8153-2305-0.
- Irwin H. Segel. Enzyme Kinetics: Behavior and Analysis of Rapid Equilibrium and Steady-State Enzyme Systems (Book 44 изд.). Wiley Classics Library. ISBN 0471303097.
- William P. Jencks (1987). Catalysis in Chemistry and Enzymology. Dover Publications. ISBN 0486654605.

## Spoljašnje veze
- Cellulose+1,4-beta-cellobiosidase+(reducing+end) на 